# Linienschiffsleutnant

Insigne de Linienschiffsleutnant

Linienschiffsleutnant est une variante allemande du grade d’officier de marine appelé « lieutenant de vaisseau » en France. Le grade est utilisé de nos jours par la marine belge, et anciennement par la marine austro-hongroise.

## Autriche-Hongrie
Linienschiffsleutnant (en hongrois : Sorhajóhadnagy) était un grade d’officier de la marine austro-hongroise,,. C’était l’équivalent du Hauptmann de l’armée austro-hongroise, ainsi que du Kapitänleutnant de la marine impériale allemande.
Cette désignation de grade a été utilisée de manière continue dans les pays suivants ex-austro-hongrois : Yougoslavie, Croatie et Slovénie, ainsi que dans la marine marchande autrichienne moderne.
Le nom du grade a été choisi en fonction de la division des navires de guerre en catégories de navires spécifiques au début du XIXe siècle, par exemple corvette (Korvette), frégate (Fregatte) et navire de ligne (Linienschiff). Dans la marine austro-hongroise, les désignations de grade appropriées étaient établies comme suit.
D’après ce schéma, les désignations de grade d’officiers subalternes étaient dérivées comme suit :
- Linienschiffsleutnant équivalent à Hauptmann
- Fregattenleutnant équivalent à Oberleutnant
- Korvettenleutnant équivalent à Leutnant

Pendant la Première Guerre mondiale, un Linienschiffsleutnant pouvait servir, par exemple, comme commandant de sous-marin,,,,, ou comme pilote d’hydravion,,,,.

## Belgique
Linienschiffsleutnant (en néerlandais : Luitenant-ter-zee) est un grade utilisé par la composante marine belge. Il se classe directement au-dessus d’un enseigne de vaisseau et immédiatement au-dessous d’un Linienschiffsleutnant 1. klasse. Il est l’équivalent d’un commandant dans la composante terrestre, la composante aérienne et la composante médicale belges.